# 州間高速道路90号線
州間高速道路90号線(しゅうかんこうそくどうろ90ごうせん、英語:Interstate 90)は、アメリカ合衆国のワシントン州シアトルからマサチューセッツ州ボストンまでを結ぶ州間高速道路である。
世界でもっとも距離が長い自動車専用の高速道路として知られており、長さは、ほぼ3,100マイル、5,000kmある。最東端のマサチューセッツ州の基点はジェネラル・エドワード・ローレンス・ローガン国際空港の横にある。

## 長さ
下の表は、通過する各州の起点からの距離をあらわすデータである。
| マイル | キロメートル | 州                 |  |
|        |              |                    |  |
| 296.92 | 477.85       | ワシントン州       |  |
| 73.55  | 118.37       | アイダホ州         |  |
| 551.68 | 887.84       | モンタナ州         |  |
| 208.8  | 336.03       | ワイオミング州     |  |
| 412.76 | 664.27       | サウスダコタ州     |  |
| 275.7  | 443.70       | ミネソタ州         |  |
| 200.37 | 322.46       | ウィスコンシン州   |  |
| 123.89 | 199.38       | イリノイ州         |  |
| 156.28 | 251.51       | インディアナ州     |  |
| 244.75 | 393.89       | オハイオ州         |  |
| 46.3   | 74.51        | ペンシルベニア州   |  |
| 385.48 | 620.37       | ニューヨーク州     |  |
| 135.72 | 218.42       | マサチューセッツ州 |  |
|        |              |                    |  |
| 3112.2 | 5008.59      | 合計               |  |

## 通過する主要都市

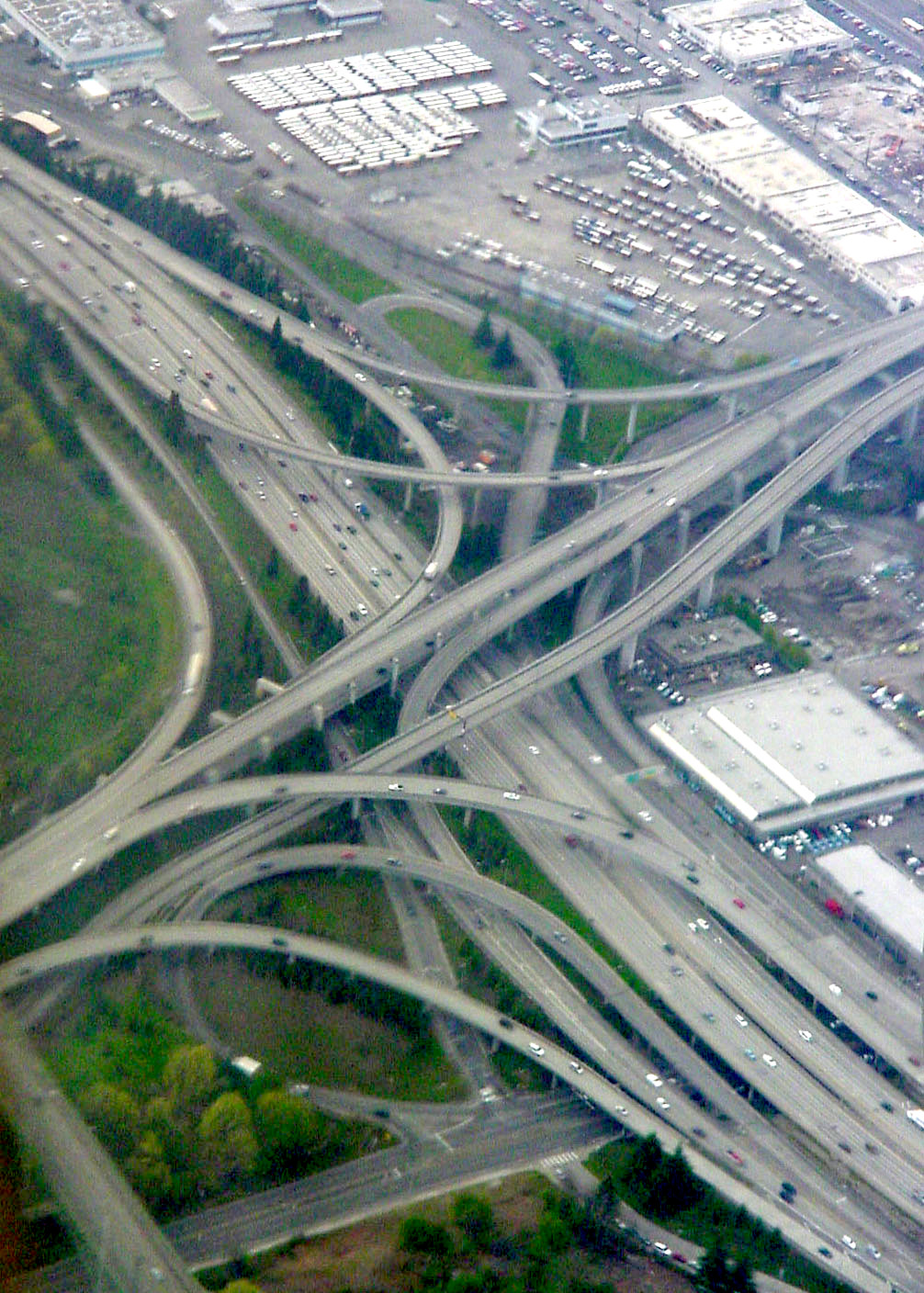
5号線との連絡道路

- シアトル（ワシントン州）
- スポケーン（ワシントン州）
- コー・ダリーン（アイダホ州）
- ミズーラ（モンタナ州）
- ボーズマン（モンタナ州）
- ビリングス（モンタナ州）
- ラピッドシティ（サウスダコタ州）
- スーフォールズ（サウスダコタ州）
- ロチェスター（ミネソタ州）
- ウィノナ（ミネソタ州）
- ラクロス（ウィスコンシン州）
- マディソン（ウィスコンシン州）
- ロックフォード（イリノイ州）
- シカゴ（イリノイ州）
- ゲーリー（インディアナ州）
- サウスベンド（インディアナ州）
- トレド（オハイオ州）
- クリーブランド（オハイオ州）
- エリー（ペンシルベニア州）
- バッファロー（ニューヨーク州）
- ロチェスター（ニューヨーク州）
- シラキューズ（ニューヨーク州）
- ユーティカ（ニューヨーク州）
- オールバニ（ニューヨーク州）
- スプリングフィールド（マサチューセッツ州）
- ウースター（マサチューセッツ州）
- ボストン（マサチューセッツ州）